# Landebach (Pfieffe)
Der Landebach, auch Lande genannt, ist ein 7,3 km langer, südlicher und orographisch linker Zufluss der Pfieffe im Osthessischen Bergland im nordhessischen Schwalm-Eder-Kreis (Deutschland).

## Verlauf
Der Landebach entspringt im Nordostteil des Schwalm-Eder-Kreises im Fulda-Werra-Bergland, einem Teil des Osthessischen Berglands. Seine Quelle liegt im Stölzinger Gebirge zwischen den Dörfern Herlefeld und Stolzhausen an der Westflanke des Stolzhäuser Rückens.
Anfangs fließt der Landebach von der Landesstraße 3249 begleitet Richtung Westsüdwesten, wo er den Spangenberger Ortsteil Herlefeld durchquert. Von dort aus biegt die Lande nach Nordwesten ab, durch das Dorf Nausis. Im Ort Landefeld nimmt der Landebach den aus dem gleichnamigen Ort kommenden Metzebach auf. Weiter nach Nordwesten fließend mündet der Bach schließlich zwischen dem Dorf Pfieffe und der Kernstadt von Spangenberg in den von Osten kommenden Fulda-Zufluss Pfieffe.